# Hartwell Railroad
Die Hartwell Railroad (HRT) ist eine US-amerikanische Shortline-Eisenbahngesellschaft in Georgia. Sitz des Unternehmens ist Hartwell.
Die Gesellschaft betreibt ein 93 Kilometer langes Streckennetz von Elberton nach Toccoa mit einem Abzweig nach Hartwell. 
Die Gesellschaft wurde 1878 gegründet, um eine Strecke von Hartwell nach Bowersville zu bauen. Nach einem Bankrott und einer Reorganisation kam die Gesellschaft ab 1902 unter die Kontrolle der Southern Railway. Im Jahr 1905 wurde die bis dahin schmalspurige Strecke auf Normalspur umgebaut. 1924 erfolgte der Verkauf der Hartwell Railroad an örtliche Interessenten. 1990 übernahm Benny Ray Anderson die Anteile am Unternehmen. Im Jahr 1994 wurde von der Norfolk Southern die Strecke zwischen Elberton und Toccoa erworben. 
Der Betrieb auf der Strecke wird durch die Great Walton Railroad sichergestellt. An Lokomotiven stehen dafür sechs Fahrzeuge von EMD zur Verfügung.